# Křížovská Lhota
Křížovská Lhota is een Tsjechische plaats in de gemeente Pravonín, regio Midden-Bohemen, en maakt deel uit van het district Benešov. De buurtschap ligt op 3 kilometer afstand van Pravonín.

## Geografie
Křížovská Lhota ligt aan de Brodec (Duits: Brodetz), een beek die aftakt van de rivier de Blanice (Duits: Planitz), en aan de voet van de berg Velký Blaník (Duits: Großer Planick). Aan de overkant van de Brodec ligt Křížov, waarmee Křížovská Lhota door een weg is verbonden.

## Geschiedenis
Sinds 1960 is Křížovská Lhota volledig ondergebracht bij het district Benešov.

## Verkeer en vervoer

### Autowegen
Er leidt een regionale weg naar het dorp.

### Spoorlijnen
Er is geen station in Křížov. Het dichtstbijzijnde station is in Zdislavice, op zo'n 11,5 kilometer afstand. Dat station ligt aan spoorlijn 222 Benešov - Vlašim - Trhový Štěpánov. De lijn is enkelsporig en werd tussen Benešov en Vlašim in 1895 geopend.

### Buslijnen
Er is geen bushalte in het dorp. De dichtstbijzijnde bushalte is in Křížov, op 350 meter afstand:
| Halte            | Lijn(en) | Traject(en)                          | Vervoerder(s) |
| ---------------- | -------- | ------------------------------------ | ------------- |
| Pravonín, Křížov | 458 854  | Vlašim - Mladá Vožice Vlašim - Pacov | CŠAD Benešov  |

## Bezienswaardigheden
- Beschermde zomereik[2]

## Galerij

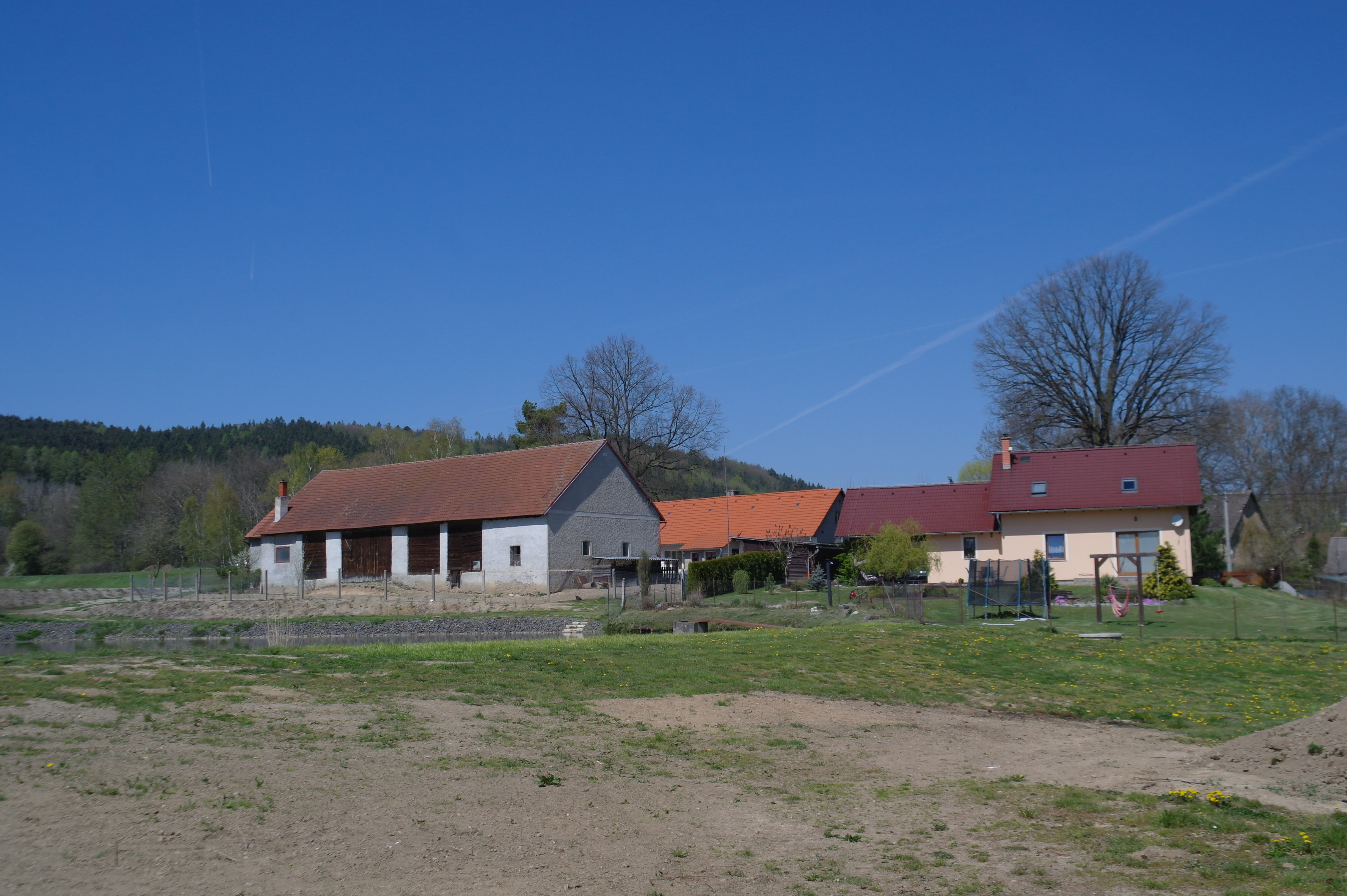
Huizen in het dorp (2019)
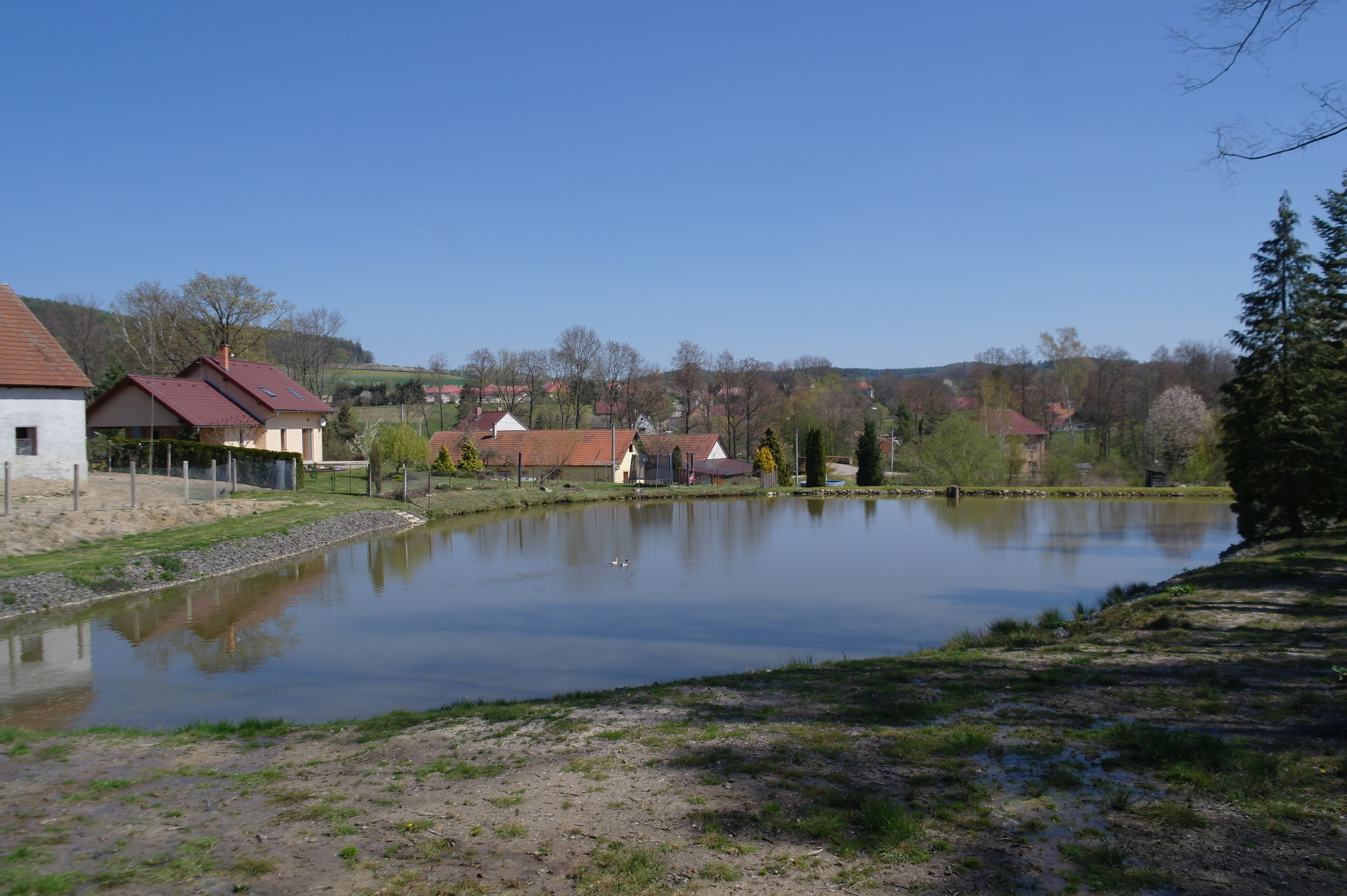
Dorpsvijver (2019)
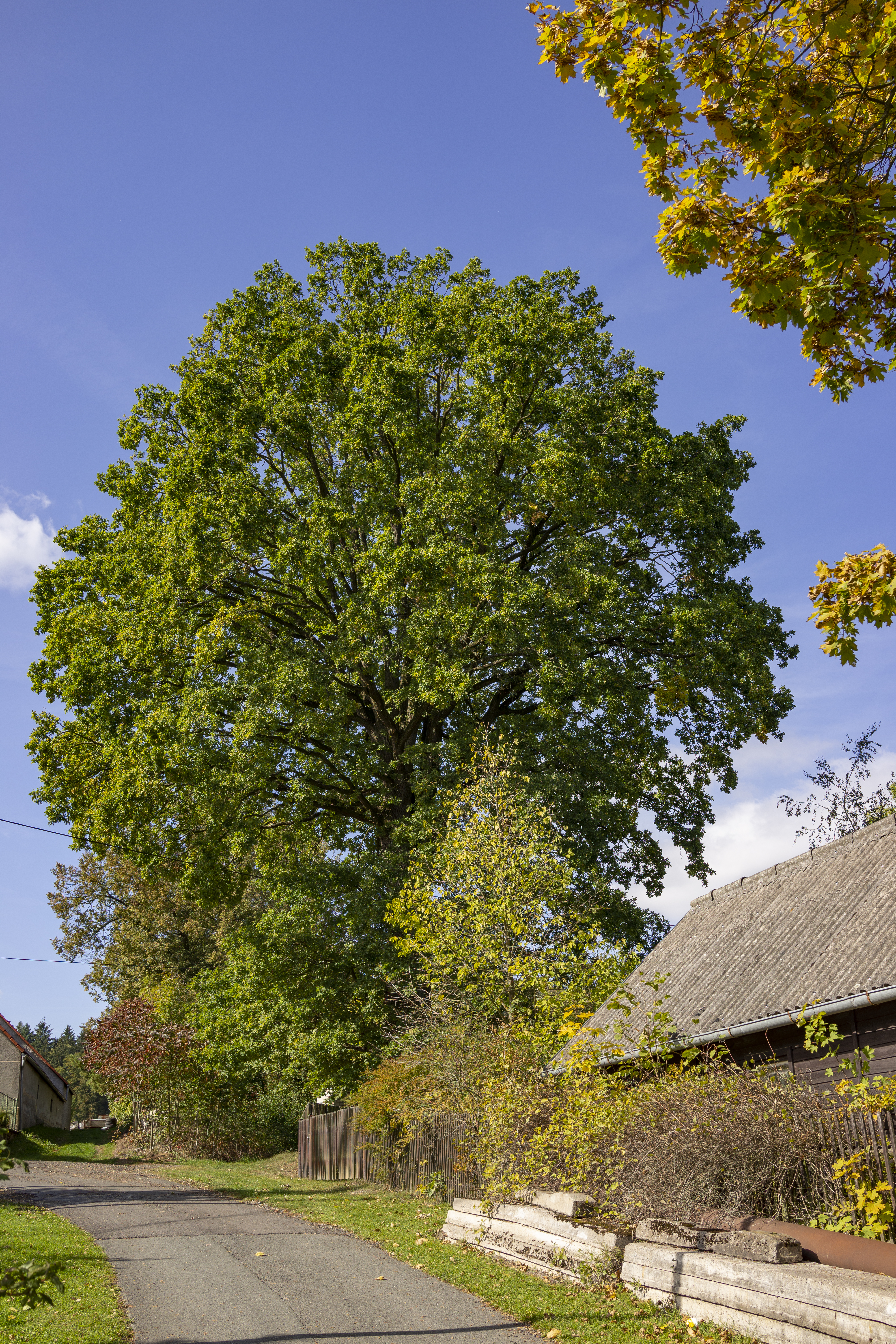
Beschermde zomereik (2018)
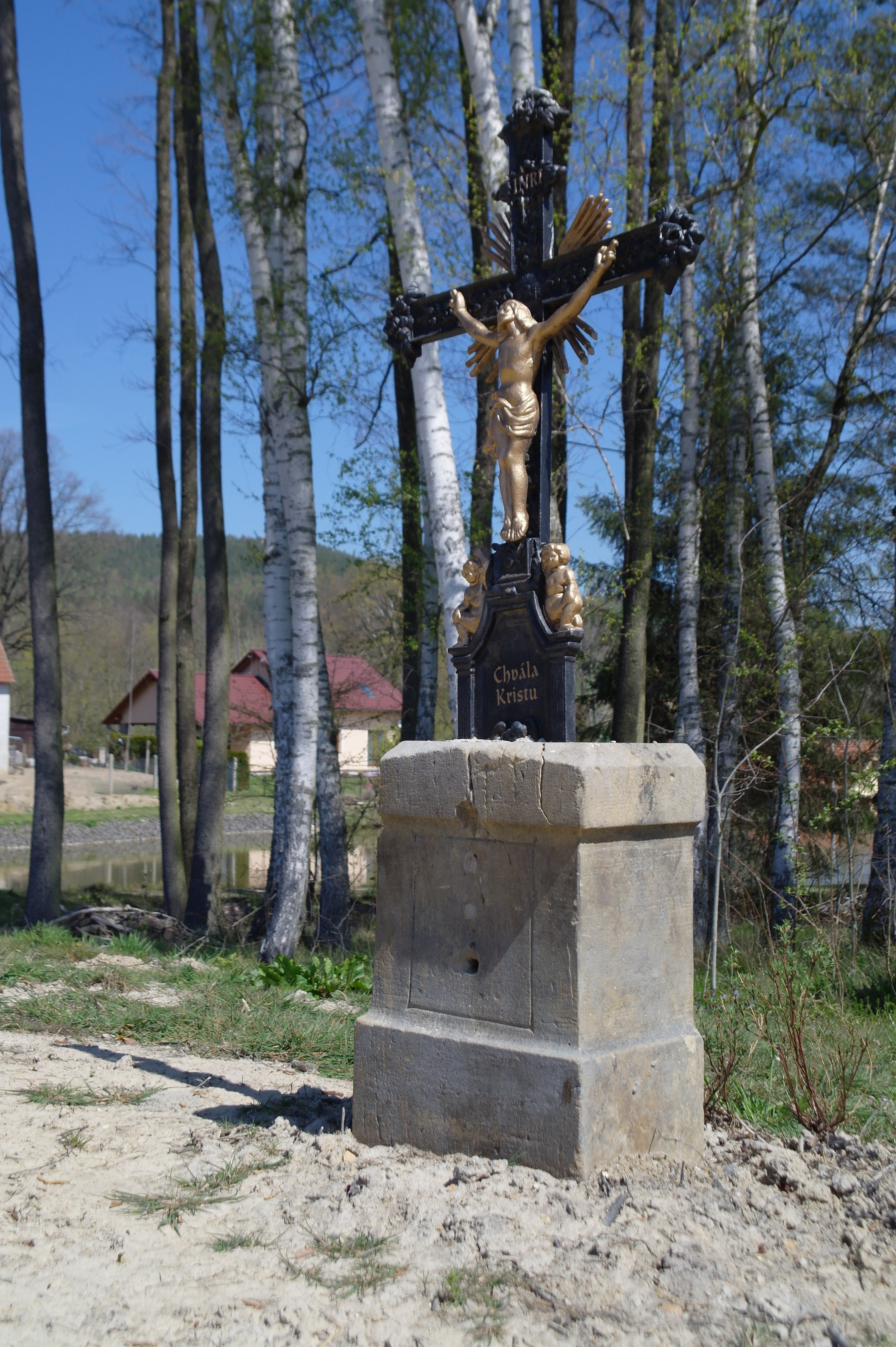
Wegkruis in het dorp (2019)